# Quadrigradient
En geometria diferencial, el quadrigradient (o 4-gradient) {\displaystyle {\boldsymbol {\partial }}} és l'anàleg de quadrivectors del gradient {\displaystyle {\vec {\boldsymbol {\nabla }}}} del càlcul vectorial.
En la relativitat especial i en la mecànica quàntica, el gradient de quatre s'utilitza per definir les propietats i les relacions entre els diferents quatre vectors físics i tensors.

## Notació
Aquest article utilitza la signatura mètrica (+ − − −).
SR i GR són abreviatures de relativitat especial i relativitat general, respectivament.
{\displaystyle c} indica la velocitat de la llum en el buit.
{\displaystyle \eta _{\mu \nu }=\operatorname {diag} [1,-1,-1,-1]} és la mètrica espai-temps plana de SR.
Hi ha maneres alternatives d'escriure expressions de quatre vectors en física:
- Es pot utilitzar l'estil de quadrivectors: {\displaystyle \mathbf {A} \cdot \mathbf {B} }, que normalment és més compacte i pot utilitzar la notació vectorial, (com el producte interior "punt"), sempre utilitzant majúscules en negreta per representar els quatre vectors, i en negreta en minúscules per representar vectors de 3 espais, p.ex. {\displaystyle {\vec {\mathbf {a} }}\cdot {\vec {\mathbf {b} }}} La majoria de les regles de vectors de 3 espais tenen anàlegs en matemàtiques de quatre vectors.
- Es pot utilitzar l'estil de càlcul de Ricci: {\displaystyle A^{\mu }\eta _{\mu \nu }B^{\nu }}, que utilitza la notació d'índex tensor i és útil per a expressions més complicades, especialment aquelles que involucren tensors amb més d'un índex, com ara {\displaystyle F^{\mu \nu }=\partial ^{\mu }A^{\nu }-\partial ^{\nu }A^{\mu }}.

L'índex del tensor llatí oscil·la en {1, 2, 3}, i representa un vector de 3 espais, p. ex. {\displaystyle A^{i}=\left(a^{1},a^{2},a^{3}\right)={\vec {\mathbf {a} }}}.
L'índex tensor grec oscil·la en {0, 1, 2, 3}, i representa un vector de 4, p. ex. {\displaystyle A^{\mu }=\left(a^{0},a^{1},a^{2},a^{3}\right)=\mathbf {A} }.
En la física SR, normalment s'utilitza una barreja concisa, p {\displaystyle \mathbf {A} =\left(a^{0},{\vec {\mathbf {a} }}\right)}, on {\displaystyle a^{0}} representa el component temporal i {\displaystyle {\vec {\mathbf {a} }}} representa els 3 components espacials.
Els tensors en SR solen ser 4D {\displaystyle (m,n)} -tensors, amb {\displaystyle m} índexs superiors i {\displaystyle n} índexs més baixos, amb la 4D indicant 4 dimensions = el nombre de valors que pot prendre cada índex.
La contracció del tensor utilitzada en la mètrica de Minkowski pot anar a qualsevol costat (vegeu la notació d'Einstein): 56, 151–152, 158–161 
{\displaystyle \mathbf {A} \cdot \mathbf {B} =A^{\mu }\eta _{\mu \nu }B^{\nu }=A_{\nu }B^{\nu }=A^{\mu }B_{\mu }=\sum _{\mu =0}^{3}a^{\mu }b_{\mu }=a^{0}b^{0}-\sum _{i=1}^{3}a^{i}b^{i}=a^{0}b^{0}-{\vec {\mathbf {a} }}\cdot {\vec {\mathbf {b} }}}

## Definició
Els components covariants de 4 gradients escrits de manera compacta en quatre vectors i en notació de càlcul de Ricci són: 16 {\displaystyle {\dfrac {\partial }{\partial X^{\mu }}}=\left(\partial _{0},\partial _{1},\partial _{2},\partial _{3}\right)=\left(\partial _{0},\partial _{i}\right)=\left({\frac {1}{c}}{\frac {\partial }{\partial t}},{\vec {\nabla }}\right)=\left({\frac {\partial _{t}}{c}},{\vec {\nabla }}\right)=\left({\frac {\partial _{t}}{c}},\partial _{x},\partial _{y},\partial _{z}\right)=\partial _{\mu }={}_{,\mu }}
La coma a l'última part anterior {\displaystyle {}_{,\mu }} implica la diferenciació parcial respecte a 4-posicions {\displaystyle X^{\mu }}.
Els components contravariants són: 16 
{\displaystyle {\boldsymbol {\partial }}=\partial ^{\alpha }=\eta ^{\alpha \beta }\partial _{\beta }=\left(\partial ^{0},\partial ^{1},\partial ^{2},\partial ^{3}\right)=\left(\partial ^{0},\partial ^{i}\right)=\left({\frac {1}{c}}{\frac {\partial }{\partial t}},-{\vec {\nabla }}\right)=\left({\frac {\partial _{t}}{c}},-{\vec {\nabla }}\right)=\left({\frac {\partial _{t}}{c}},-\partial _{x},-\partial _{y},-\partial _{z}\right)}
Símbols alternatius a {\displaystyle \partial _{\alpha }} són {\displaystyle \Box } i D (encara que {\displaystyle \Box } també pot significar {\displaystyle \partial ^{\mu }\partial _{\mu }} com a operador d'Alembert).
En GR, cal utilitzar el tensor mètric més general {\displaystyle g^{\alpha \beta }} i la derivada covariant del tensor {\displaystyle \nabla _{\mu }={}_{;\mu }} (no s'ha de confondre amb el vector 3-gradient {\displaystyle {\vec {\nabla }}} ).
La derivada covariant {\displaystyle \nabla _{\nu }} incorpora el gradient de 4 {\displaystyle \partial _{\nu }} més efectes de curvatura de l'espai-temps mitjançant els símbols de Christoffel {\displaystyle \Gamma ^{\mu }{}_{\sigma \nu }}
El principi d'equivalència forta es pot afirmar com: 184 
"Qualsevol llei física que es pugui expressar en notació tensor en SR té exactament la mateixa forma en un marc localment inercial d'un espai-temps corbat". Les comes de 4 gradients (,) a SR simplement es canvien a punt i coma derivats covariants (;) a GR, amb la connexió entre ambdues utilitzant símbols de Christoffel. Això es coneix en física de la relativitat com la "regla de la coma a punt i coma".
Així, per exemple, si {\displaystyle T^{\mu \nu }{}_{,\mu }=0} en SR, doncs {\displaystyle T^{\mu \nu }{}_{;\mu }=0} en GR.
En un (1,0)-tensor o 4-vector això seria: 136–139 {\displaystyle {\begin{aligned}\nabla _{\beta }V^{\alpha }&=\partial _{\beta }V^{\alpha }+V^{\mu }\Gamma ^{\alpha }{}_{\mu \beta }\\[0.1ex]V^{\alpha }{}_{;\beta }&=V^{\alpha }{}_{,\beta }+V^{\mu }\Gamma ^{\alpha }{}_{\mu \beta }\end{aligned}}}En un (2,0)-tensor això seria: {\displaystyle {\begin{aligned}\nabla _{\nu }T^{\mu \nu }&=\partial _{\nu }T^{\mu \nu }+\Gamma ^{\mu }{}_{\sigma \nu }T^{\sigma \nu }+\Gamma ^{\nu }{}_{\sigma \nu }T^{\mu \sigma }\\T^{\mu \nu }{}_{;\nu }&=T^{\mu \nu }{}_{,\nu }+\Gamma ^{\mu }{}_{\sigma \nu }T^{\sigma \nu }+\Gamma ^{\nu }{}_{\sigma \nu }T^{\mu \sigma }\end{aligned}}}